# ジェイコブ・オルブライト
ジェイコブ・オルブライト（英語: Jacob Albright）またはヤコブ・アルブレヒト（ドイツ語: Jacob Albrecht、1759年5月1日 - 1808年5月17日）は、アメリカ合衆国の宗教家。米国福音教会創設者。
裕福なドイツ系アメリカ人で、農業と煉瓦製造業を営み、ルーテル教会に所属していた。赤痢が原因で我が子を相次いで失ったことを契機として信仰生活に入り、1791年7月31日回心を経験した。のちメソジスト教会に移り熱心に活動した。ドイツ系の農民にドイツ語で布教することを望むようになったが、メソジスト教会でこの願いは受け入れられなかった。1796年、馬で移動しながらドイツ系農民に伝道する活動を始めた。やがて信者組織が形成され、米国福音教会創立につながった。